# Pereïaslav
Pour les articles homonymes, voir Pereïaslavl.
Pereïaslav (ukrainien : Переяслав ; russe : Переяслав) est une ville de l'oblast de Kiev, en Ukraine. Sa population s'élevait à 27 945 habitants en 2013.

## Géographie
Pereïaslav est située à proximité du réservoir de Kaniv sur le Dniepr et à 77 km au sud-est de Kiev.

## Histoire
Pereïaslav (aussi appelé Pereiaslavl dans les sources anciennes) a joué un rôle important dans l'histoire de l'Ukraine. Elle est mentionnée pour la première fois dans le texte du traité de 911 signé entre la Rus' de Kiev et l'Empire byzantin et y apparaît comme Pereïaslav-Rousski pour la distinguer de Pereïaslavets en Bulgarie. Vladimir Ier, prince de Kiev, y fait construire en 992 une grande forteresse pour protéger la limite sud de la Rus' de Kiev des raids des nomades des steppes du sud de l'Ukraine actuelle. Pereïaslav devient à cette époque le premier siège de l'Église de Kiev et de toute la Rus'. Elle est une capitale de la principauté de Pereïaslavl à partir du milieu du XIe siècle et jusqu'à sa destruction par les Tatars en 1239, au cours de l'invasion mongole de la Rus' de Kiev. Les khans polovtses Kytan et Itlar y furent assassinés en 1095.
Dans la seconde moitié du XVIe siècle, elle devient un centre des Cosaques d'Ukraine. Bogdan Khmelnitski y réunit le « Conseil de Pereïaslav », où les Cosaques ukrainiens votent pour une alliance militaire avec la Moscovie et acceptent le traité de Pereïaslav, qui réunit la rive gauche du Dniepr à la Russie. La ville est connue sous le nom de Pereïaslav à cette époque et plus tard comme Pereïaslav-Poltavsky. Elle est renommée Pereïaslav-Khmelnytskyï en 1943 pour commémorer cet événement. En 2019 elle reprend le nom de Pereïaslav par le décret no 8307 de la Rada.

## Population
Recensements (*) ou estimations de la population :
| 1897*  | 1923*  | 1926*  | 1939* | 1959*  | 1970*  |
| ------ | ------ | ------ | ----- | ------ | ------ |
| 14 614 | 15 930 | 14 975 | 8 296 | 14 361 | 20 919 |

| 1979*  | 1989*  | 2001*  | 2011   | 2012   | 2013   |
| ------ | ------ | ------ | ------ | ------ | ------ |
| 26 669 | 26 483 | 31 634 | 27 995 | 27 923 | 27 945 |

## Personnalités
- Cholem Aleikhem (1859-1916), écrivain en langue yiddish.
- Louise Nevelson (1899-1988), sculptrice américaine.
- Nikolaï Soulima, général de l'Empire russe.

## Jumelages
- Mojaïsk (Russie)
- Pereslavl-Zalesski (Russie)
- Vileïka (Biélorussie)
- Mtskhéta (Géorgie)
- Paide (Estonie)
- Kotchani (Macédoine du Nord)